# 761
761 је била проста година.

## Догађаји
- Википедија:Непознат датум — Владавина династије Абасида у Багдаду. Војска Абасидског калифата поново осваја град Каируан (у данашњем Тунису) од Абд ал-Рахмана ибн Рустама из династије Рустамид. Он је приморан да бежи на запад, где ствара аутономну државу око Тихерта (Тијарет).

- 6. август – Битка код Ејлдона: Краљ Етелвалд Мол од Нортумбрије суочава се са побуном под вођством ривалског претендента на престо по имену Освин, брата убијеног краља Освулфа од Нортумбрије. Освин је убијен након тродневне битке против снага Етелвалда у Шкотској.
- Град Овиједо (Северна Шпанија) основали су монаси Нолан и Јован.
- Завршена је Изградња замка Лунгеца са 108 соба, у предграђу Рима.
- Хуршид II, последњи владар Табаристана, отровао се када је сазнао да су Абасиди заробили његову породицу.
- Велика кинеска глад у области Хуај-Јангце, крајем године, довела је многе до канибализма.